# محمد متولي الشعراوي
محمد متولي الشعراوي (15 أبريل 1911م/17 ربيع الأول 1329هـ - 17 يونيو 1998م/22 صفر 1419هـ) مفسر وعالم دين ووزير أوقاف مصري. اشتهر بخواطره التي فسَّر فيها القرآن الكريم بطرق مبسطة، مما أوصله لشريحة أكبر من المسلمين في جميع أنحاء العالم العربي والإسلامي، لقبه البعض بإمام الدعاة. 

## مولده
ولد محمد متولي الشعراوي في 15 أبريل عام 1911م بقرية دقادوس مركز ميت غمر بمحافظة الدقهلية بمصر.

## تعليمه
حفظ القرآن الكريم في الحادية عشرة من عمره. في عام 1922م التحق بمعهد الزقازيق الإبتدائي الأزهري، وأظهر نبوغًا منذ الصغر في حفظه للشعر والمأثور من القول والحكم، ثم حصل على الشهادة الابتدائية الأزهرية سنة 1923م، ودخل المعهد الثانوي الأزهري، وزاد اهتمامه بالشعر والأدب، وحظي بمكانة خاصة بين زملائه، فاختاروه رئيسًا لاتحاد الطلبة، ورئيسًا لجمعية الأدباء بالزقازيق، وكان معه في ذلك الوقت الدكتور محمد عبد المنعم خفاجي، والشاعر طاهر أبو فاشا، والأستاذ خالد محمد خالد والدكتور أحمد هيكل والدكتور حسن جاد، فكانوا يعرضون عليه ما يكتبون. كانت نقطة تحول في حياة الشيخ الشعراوي، عندما أراد والده إلحاقه بالأزهر الشريف بالقاهرة، غير أن الشعراوي كان يود أن يبقى مع إخوته لزراعة الأرض، لكن إصرار الوالد دفعه لاصطحابه إلى القاهرة، ودفع المصروفات وتجهيز المكان للسكن.
فما كان منه إلا أن اشترط على والده أن يشتري له كميات من أمهات الكتب في التراث واللغة وعلوم القرآن والتفاسير وكتب الحديث النبوي الشريف، كنوع من التعجيز حتى يرضى والده بعودته إلى القرية.
لكن والده فطن إلى تلك الحيلة، واشترى له كل ما طلب قائلًا له: أنا أعلم يا بني أن جميع هذه الكتب ليست مقررة عليك، ولكني آثرت شراءها لتزويدك بها كي تنهل من العلم. وهذا ما قاله الشيخ الشعراوي في لقائه مع الصحفي طارق حبيب.
التحق الشعراوي بكلية اللغة العربية سنة 1937م، وانشغل بالحركة الوطنية والحركة الأزهرية، فحركة مقاومة المحتلين الإنجليز سنة 1919م اندلعت من الأزهر الشريف، ومن الأزهر خرجت المنشورات التي تعبر عن سخط المصريين ضد الإنجليز المحتلين. ولم يكن معهد الزقازيق بعيدًا عن قلعة الأزهر في القاهرة، فكان يتوجه وزملاءَه إلى ساحاتِ الأزهر وأروقته، ويلقي بالخطب مما عرضه للاعتقال أكثر من مرة[بحاجة لمصدر]، وكان وقتها رئيسًا لاتحاد الطلبة سنة 1934م.

## أسرته
تزوج محمد متولي الشعراوي وهو في الثانوية بناءً على رغبة والده الذي اختار له زوجة، ووافق الشيخ على اختياره، لينجب منها ثلاثة أولاد وبنتين، فالأولاد: سامي، وعبد الرحيم وأحمد، والبنتان فاطمة وصالحة. وكان الشيخ يرى أن أول عوامل نجاح الزواج هو الاختيار والقبول من الطرفين والمحبة بينهما.

## حياته العملية
تخرج عام 1940م، وحصل على العالمية مع إجازة التدريس عام 1943م. بعد تخرجه عين الشعراوي في المعهد الديني بطنطا، ثم انتقل بعد ذلك إلى المعهد الديني بالزقازيق ثم المعهد الديني بالإسكندرية وبعد فترة خبرة طويلة انتقل الشيخ الشعراوي إلى العمل في السعودية عام 1950 ليعمل أستاذًا للشريعة في جامعة أم القرى.
اضْطُرَّ الشيخ الشعراوي أن يدرِّس مادة العقائد رغم تخصصه أصلًا في اللغة وهذا في حد ذاته شكل صعوبة كبيرة إلا أن الشيخ الشعراوي استطاع أن يثبت تفوقه في تدريس هذه المادة لدرجة كبيرة لاقت استحسان وتقدير الجميع. وفي عام 1963 حدث الخلاف بين الرئيس جمال عبد الناصر وبين الملك سعود. وعلى أثر ذلك منع الرئيس جمال عبد الناصر الشيخ الشعراوي من العودة ثانية إلى السعودية، [بحاجة لمصدر] وعين في القاهرة مديرًا لمكتب شيخ الأزهر الشريف الشيخ حسن مأمون. ثم سافر بعد ذلك الشيخ الشعراوي إلى الجزائر رئيسًا لبعثة الأزهر هناك ومكث بالجزائر حوالي سبع سنوات قضاها في التدريس وأثناء وجوده في الجزائر حدثت نكسة يونيو 1967، وقد سجد الشعراوى شكرًا لأقسى الهزائم العسكرية التي منيت بها مصر -و برر ذلك «في حرف التاء» في برنامج من الألف إلى الياء بقوله «بأن مصر لم تنتصر وهي في أحضان الشيوعية فلم يفتن المصريون في دينهم» وحين عاد الشيخ الشعراوي إلى القاهرة وعين مديرًا لأوقاف محافظة الغربية فترة، ثم وكيلًا للدعوة والفكر، ثم وكيلًا للأزهر ثم عاد ثانية إلى السعودية، حيث قام بالتدريس في جامعة الملك عبد العزيز.
وفي نوفمبر 1976م إختار السيد ممدوح سالم رئيس الوزراء آنذاك أعضاء وزارته، وأسند إلى الشيخ الشعراوي وزارة الأوقاف وشؤون الأزهر. فظل الشعراوي في الوزارة حتى أكتوبر عام 1978م.
أُعتبر أول من أصدر قرارًا وزاريًا بإنشاء أول بنك إسلامي في مصر وهو بنك فيصل حيث أن هذا من اختصاصات وزير الاقتصاد أو المالية (د. حامد السايح في هذه الفترة)، الذي فوضه، ووافقه مجلس الشعب على ذلك.
وفي سنة 1987م اخْتِير عضوًا بمجمع اللغة العربية (مجمع الخالدين).

### المناصب التي تولاها
- عُين مدرسًا بمعهد طنطا الأزهري وعمل به، ثم نُقِلَ إلى معهد الإسكندرية، ثم معهد الزقازيق.
- أُعِير للعمل بالسعودية سنة 1950م. وعمل مدرسًا بكلية الشريعة، بجامعة الملك عبد العزيز بجدة.
- عُين وكيلًا لمعهد طنطا الأزهري سنة 1960م.
- عُين مديرًا للدعوة الإسلامية بوزارة الأوقاف سنة 1961م.
- عُين مفتشًا للعلوم العربية بالأزهر الشريف 1962م.
- عُين مديرًا لمكتب الإمام الأكبر شيخ الأزهر حسن مأمون 1964م.
- عُين رئيسًا لبعثة الأزهر في الجزائر 1966م.
- عُين أستاذًا زائرًا بجامعة الملك عبد العزيز بكلية الشريعة بمكة المكرمة 1970م.
- عُين رئيس قسم الدراسات العليا بجامعة الملك عبد العزيز 1972م.
- عُين وزيرًا للأوقاف وشؤون الأزهر بجمهورية مصر العربية 1976م.
- عُين عضوًا بمجمع البحوث الإسلامية 1980م.
- اختير عضوًا بمجلس الشورى بجمهورية مصر العربية 1980م.
- عُرضت عليه مشيخة الأزهر وعدة مناصب في عدد من الدول الإسلامية لكنه رفض وقرر التفرغ للدعوة الإسلامية.

## الرد على المستشرقين
أرجع الشيخ الشعراوي آراء المستشرقين التي اتهمت القرآن الكريم بالباطل بتضارب الآيات، إلى ضعف ملكتهم اللغوية، وفند اتهاماتهم وصححها كلما مر مفسراً على سور القرآن الكريم.
| الآيات | رأي المستشرقين                                                                                                   | رد الشيخ الشعراوي |
| --- | --- | --- |
| ﴿إِذَا جَاءَكَ الْمُنَافِقُونَ قَالُوا نَشْهَدُ إِنَّكَ لَرَسُولُ اللَّهِ وَاللَّهُ يَعْلَمُ إِنَّكَ لَرَسُولُهُ وَاللَّهُ يَشْهَدُ إِنَّ الْمُنَافِقِينَ لَكَاذِبُونَ ۝١﴾ [المنافقون:1] | أن الآية بها تعارض حيث تقول الآية أن المنافقين يشهدون بأن محمداً رسول الله، وفي نفس الوقت يشهد الله بأنهم كاذبين. | رد الشعراوي بأن الله وافقهم في قولهم بأن محمداً رسول الله، ولكنه حكم عليهم بالكذب في قولهم "نشهد" لأن الشهادة يجب أن يواطئ اللسان فيها القلب، فكانت شهادة الله رداً على فعل الشهادة من المنافقين، ليثبت خداعهم للرسول. وليفرق بين القول وبين مقول القول، فالشهادة شيء وقولهم إنك لرسول الله شيء آخر. |
| - ﴿فَيَوْمَئِذٍ لَا يُسْأَلُ عَنْ ذَنْبِهِ إِنْسٌ وَلَا جَانٌّ ۝٣٩﴾ [الرحمن:39] - ﴿وَقِفُوهُمْ إِنَّهُمْ مَسْئُولُونَ ۝٢٤﴾ [الصافات:24]                        | أن الآيتين بهما تضارب، حيث تقول آية الرحمن أنه لا يُسْأَلُ العبادُ عن أعمالهم، بينهما تقول آية الصافات أنهم يُسْأَلون    | رد الشعراوي بأن السؤال نوعان: سؤال الاستخبار وسؤال الاستعلام وهو السؤال المنفي في الآية الأولى، لأن الله أعلم بأعمالهم منهم، وسؤال التوبيخ والإقرار بالعمل كما يسأل الأستاذ التلميذ وهو نوع السؤال في الآية الثانية.                                                                               |

## موهبته الشعرية
عَشق الشيخ الشعراوي اللغة العربية، وعُرِفَ ببلاغة كلماته مع بساطة في الأسلوب، وجمال في التعبير، ولقد كان للشيخ باع طويل مع الشعر، فكان شاعرًا يجيد التعبير بالشعر في المواقف المختلفة، وخاصة في التعبير عن آمال الأمة أيام شبابه، عندما كان يشارك في العمل الوطني بالكلمات القوية المعبرة، وكان الشيخ يستخدم الشعر أيضًا في تفسير القرآن الكريم، وتوضيح معاني الآيات، وعندما يتذكر الشيخ الشعر كان يقول «عرفوني شاعرًا»
يقول في قصيدة بعنوان «موكب النور»:

### الشعر ومعاني الآيات
ويتحدث الشيخ الشعراوي في مذكراته التي نشرتها صحيفة الأهرام عن تسابق أعضاء جمعية الأدباء في تحويل معاني الآيات القرآنية إلى قصائد شعر. كان من بينها ما أعجب بها رفقاء الشيخ الشعراوي أشد الإعجاب إلى حد طبعها على نفقتهم وتوزيعها. يقول إمام الدعاة ومن أبيات الشعر التي اعتز بها، ما قلته في تلك الآونة في معنى الرزق ورؤية الناس له. فقد قلت:
وعندما سمع الشيخ الذي كان يدرس لنا التفسير هذه الأبيات قال لي: يا ولد هذه لها قصة عندنا في الأدب. فسألته: ما هي القصة: فقال: قصة شخص اسمه عروة بن أذينة. وكان شاعرًا بالمدينة وضاقت به الحال، فتذكر صداقته مع هشام بن عبد الملك. أيامَ أن كان أمير المدينة قبل أن يصبح الخليفة. فذهب إلى الشام ليعرض تأزم حالته عليه لعله يجد فرجًا لكربه. ولما وصل إليه استأذن على هشام ودخل. فسأله هشام كيف حالك يا عروة؟ فرد: والله إن الحال قد ضاقت بي. فقال لي هشام: ألست أنت القائل:
واستطرد هشام متسائلًا: فما الذي جعلك تأتي إلى الشام وتطلب مني. فأحرج عروة الذي قال لهشام: جزاك الله عني خيرًا يا أمير المؤمنين.. لقد ذَكَّرْتَ مني ناسيًا، ونَبَّهْتَ مني غافلًا. ثم خرج.
وبعدها غضب هشام من نفسه لأنه رد عروة مكسور الخاطر. وطلب القائم على خزائن بيت المال وأعد لعروة هدية كبيرة وحملوها على الجمال. وقام بها حراس ليلحقوا بعروة في الطريق. وكلما وصلوا إلى مرحلة يقال لهم: كان هنا ومضى. وتكرر ذلك مع كل المراحل إلى أن وصل الحراس إلى المدينة. فطرق قائد الركب الباب وفتح له عروة. وقال له: أنا رسول أمير المؤمنين هشام. فرد عروة: وماذا أفعل لرسول أمير المؤمنين وقد ردني وفعل بي ما قد عرفتم ؟
فقال قائد الحراس: تمهل يا أخي. إن أمير المؤمنين أراد أن يتحفك بهدايا ثمينة وخاف أن تخرج وحدك بها. فتطاردك اللصوص، فتركك تعود إلى المدينة وأرسل إليك الهدايا معنا. ورد عروة: سوف أقبلها ولكن قل لأمير المؤمنين لقد قلت بيتا ونسيت الآخر. فسأله قائد الحراس: ما هو ؟ فقال عروة:
وهذا يدلك -فيما يضيفه إمام الدعاة- على حرص أساتذتنا على أن ينمو في كل إنسان موهبته، ويمدوه بوقود التفوق.

## مواقفه
يروي الشعراوي في مذكراته وقائع متفرقة، والرابط بينها أبيات من الشعر طُلِبت منه فقالها في مناسبات عدة. وخرج من كل مناسبة كما هي عادته بدرس مستفاد ومنها مواقف وطنية.
يقول الشيخ: وأتذكر حكاية كوبري عباس، الذي فتح على الطلاب من عنصري الأمة وألقوا بأنفسهم في مياه النيل شاهد الوطنية الخالد لأبناء مصر. فقد حدث أن أرادت الجامعة إقامة حفل تأبين لشهداء الحادث ولكن الحكومة رفضت. فاتفق إبراهيم نور الدين رئيس لجنة الوفد بالزقازيق، مع محمود ثابت رئيس الجامعة المصرية، على أن تقام حفلة التأبين في أية مدينة بالأقاليم، ولا يهم أن تقام بالقاهرة. ولكن لأن الحكومة كان واضحاً إصرارها على الرفض لأي حفل تأبين، فكان لابد من التحايل على الموقف. وكان بطل هذا التحايل عضو لجنة الوفد بالزقازيق حمدي المرغاوي، الذي ادعى وفاة جدته وأخذت النساء تبكي وتصرخ. وفي المساء أقام سرادقا للعزاء، وتجمع فيه المئات وظنت الحكومة لأول وهلة أنه حقاً عزاء. ولكن بعد توافد الأعداد الكبيرة بعد ذلك فطنت لحقيقة الأمر. بعد أن أفلت زمام الموقف، وكان أي تصد للجماهير يعني الاصطدام بها، تركت الحكومة اللعبة تمر على ضيق منها. لكنها تدخلت في عدد الكلمات التي تلقى لكي لا تزيد للشخص الواحد على خمس دقائق. وفي كلمتي بصفتي رئيس اتحاد الطلبة قلت:
ولأول مرة يصفق الجمهور في حفل تأبين. وتنازل لي أصحاب الكلمة من بعدي عن المدد المخصصة لهم. لكي ألقى قصيدتي التي أعددتها لتأبين الشهداء البررة والتي قلت في مطلعها:
قدم الشيخ استقالته بسبب شتم السادات للشيخ أحمد المحلاوي، فبعث الشيخ ببرقية للرئيس وقال: «إن الأزهر الشريف لا يخرج كلابًا، بل يخرج شيوخًا أفاضل وعلماء أجلاء».

### نقل مقام إبراهيم
عام 1954م طُرِحَت فكرة نقل مقام إبراهيم من مكانه إلى الخلف بعيدا عن الكعبة توسيعا للمطاف الذي ضاق بالطائفين ويعيق حركة الطواف، وقد حُدِّد يومٌ ليقوم الملك سعود بنقل المقام. وحينها كان الشيخ الشعراوي يعمل أستاذاً بكلية الشريعة في مكة المكرمة، وسمع عن ذلك واعتبر هذا الأمر مخالفاً للشريعة، فاتصل ببعض العلماء السعوديين والمصريين في البعثة، لكنهم أبلغوه أن الأمر قد قُضِي، وأن المبنى الجديد قد أقيم، فقام بإرسال برقية من خمس صفحات إلى الملك سعود، عرض فيها المسألة من الناحية الفقهية والتاريخية، واستدل الشيخ في حجته بأن الذين احتجوا بفعل الرسول جانبهم الصواب، لأنه رسول ومشرع، وله ما ليس لغيره وله أن يعمل الجديد غير المسبوق، واستدل أيضاً بموقف عمر بن الخطاب الذي لم يغير موقع المقام بعد تحركه بسبب طوفان حدث في عهده، وأعاده إلى مكانه في عهد الرسول. وبعد أن وصلت البرقية إلى الملك سعود، جمع العلماء وطلب منهم دراسة برقية الشعراوي، فوافقوا على كل ما جاء في البرقية، فأصدر الملك قراراً بعدم نقل المقام، وأمر الملك بدراسة مقترحات الشعراوي لتوسعة المطاف، حيث اقترح الشيخ أن يوضع الحجر في قبة صغيرة من الزجاج غير القابل للكسر، بدلاً من المقام القديم الذي كان عبارة عن بناء كبير يضيق على الطائفين.

## خواطره حول تفسير القرآن
أول بروز للشيخ محمد متولي الشعراوي على التلفزيون المصري كان سنة 1973م. في برنامج نور على نور تقديم أحمد فراج. مقدمة حول التفسير ثم شرع في تفسير سورة الفاتحة وانتهى عند أواخر سورة الممتحنة وأوائل سورة الصف وحالت وفاته دون أن يفسر القرآن الكريم كاملاً. يذكر أن له تسجيلاً صوتياً يحتوي على تفسير جزء عم (الجزء الثلاثون).
يقول محمد متولي الشعراوي موضحًا منهجه في التفسير: خواطري حول القرآن الكريم لا تعني تفسيراً للقرآن. وإنما هي هبات صفائية. تخطر على قلب مؤمن في آية أو بضع آيات. ولو أن القرآن من الممكن أن يفسر، لكان رسول الله صلى الله عليه وسلم أولى الناس بتفسيره. لأنه عليه نزل وبه انفعل وله بلغ وبه علم وعمل. وله ظهرت معجزاته. ولكن رسول الله صلى الله عليه وسلم اكتفى بأن يبين للناس على قدر حاجتهم من العبادة التي تبين لهم أحكام التكليف في القرآن الكريم، وهي «افعل ولا تفعل..».
اعتمد في تفسيره على عدة عناصر من أهمها:
1. اللغة كمنطلق لفهم النص القرآني.
2. محاولة الكشف عن فصاحة القرآن وسر نظمه.
3. الإصلاح الاجتماعي.
4. رد شبهات المستشرقين.
5. يذكر أحيانا تجاربه الشخصية من واقع الحياة.
6. المزاوجة بين العمق والبساطة وذلك من خلال اللهجة المصرية الدارجة.
7. ضرب المثل وحسن تصويره.
8. الاستطراد الموضوعي.
9. النفس الصوفي.
10. الأسلوب المنطقي الجدلي.
11. في الأجزاء الأخيرة من تفسيره آثر الاختصار بسبب مرضه، حتى يتمكن من إكمال خواطره، ثم عاد واعتذر على شاشات التلفاز عن اختصاره، واستغفر الله عن ايجازه في هذه المعاني حرصا منه على أن يتمم بحول الله تفسير كتاب الله في حياته، وأنه عوتب في ذلك وقيل له الموت له أجل ورزقك من الله له أجل.[15]

## في الإعلام
- 2003 : المسلسل التلفزيوني إمام الدعاة، بطولة حسن يوسف وعفاف شعيب.

ويستعرض العمل السيرة الذاتية للشيخ محمد متولي الشعراوي، منذ ولادته في دقادوس، وحفظه للقرآن الكريم في كتاب القرية، ونبوغه والتحاقه بالمعهد الديني، وتفوقه فيه، ثم التحاقه بالأزهر الشريف، وسفره للسعودية، ثم عودته وتعيينه مديراً لمكتب شيخ الأزهر، وذياع صيته في العالم كداعية إسلامي من خلال خواطره في تفسير القرآن الكريم، ثم توليه وزارة الأوقاف. وتتوالى الأحداث حتى تنتهي الحلقات بوفاة العالم الجليل.

## مؤلفاته
للشيخ الشعراوي عدد من المؤلفات، قام عدد من محبيه بجمعها وإعدادها للنشر، وأشهر هذه المؤلفات وأعظمها تفسير الشعراوي للقرآن الكريم، ومن هذه المؤلفات:
| - خواطر الشعراوي - المنتخب في تفسير القرآن الكريم - خواطر قرآنية - معجزة القرآن - من فيض القرآن - نظرات في القرآن - الإسراء والمعراج - الأدلة المادية على وجود الله - الإسلام والفكر المعاصر - الإنسان الكامل محمد صلى الله عليه وسلم - الأحاديث القدسية - الآيات الكونية ودلالتها على وجود الله تعالى - البعث والميزان والجزاء - التوبة - الجنة وعد الصدق - الجهاد في الإسلام - أضواء حول اسم الله الأعظم | - الحج الأكبر - حكم أسرار عبادات - الحج المبرور - الحسد - الحصن الحصين - الحياة والموت - الخير والشر - السحر - السحر والحسد - السيرة النبوية - الشورى والتشريع في الإسلام - الشيطان والإنسان - الصلاة وأركان الإسلام - الطريق إلى الله - الظلم والظالمون - المعجزة الكبرى - أسماء الله الحسنى - أسئلة حرجة وأجوبة صريحة | - الفتاوى - الفضيلة والرذيلة - الفقه الإسلامي الميسر وأدلته الشرعية - القضاء والقدر - الله والنفس البشرية - المرأة في القرآن الكريم - المرأة كما أرادها الله - النصائح الذهبية للمرأة العصرية - الإسلام والمرأة، عقيدة ومنهج - فقه المرأة المسلمة - الغارة على الحجاب - الوصايا - إنكار الشفاعة - أحكام الصلاة - أنت تسأل والإسلام يجيب - الغيب | - بين الفضيلة والرذيلة - جامع البيان في العبادات والأحكام - حفاوة المسلمين بميلاد خير المرسلين - عداوة الشيطان للإنسان - عذاب النار وأهوال يوم القيامة - على مائدة الفكر الإسلامي - قصص الأنبياء - قضايا العصر - لبيك اللهم لبيك - نهاية العالم - هذا ديننا - هذا هو الإسلام - وصايا الرسول - يوم القيامة - عقيدة المسلم - أسرار بسم الله الرحمن الرحيم |

### أخرى
- الشيخ الشعراوي وفتاوى العصر، محمود فوزي.
- الشيخ الشعراوي وقضايا إسلامية حائرة تبحث عن حلول، محمود فوزي.
- الشيخ الشعراوي ويسألونك عن الدنيا والآخرة، محمود فوزي.
- مائة سؤال وجواب في الفقه الإسلامي، محمد متولي الشعراوي، عبد القادر أحمد عطا.
- الراوي هو الشعراوي، محمد زايد.
- الشعراوي بين السياسة والدين، سناء السعيد.

## الجوائز التي حصل عليها
- وسام الاستحقاق من الدرجة الأولى بمناسبة بلوغه سن التقاعد في 15 أبريل 1976م قبل تعيينه وزيرًا للأوقاف وشؤون الأزهر.
- وسام الجمهورية من الدرجة الأولى عامي 1983م و 1988م، ووساماً يومَ الدعاة.
- دكتوراه فخرية في الآداب، من جامعتي المنصورة والمنوفية.
- اختارته رابطة العالم الإسلامي بمكة المكرمة عضوًا بالهيئة التأسيسية لمؤتمر الإعجاز العلمي في القرآن الكريم والسنة النبوية، الذي تنظمه الرابطة، وعهدت إليه بترشيح من يراهم من المحكمين في مختلف التخصصات الشرعية والعلمية، لتقويم الأبحاث الواردة إلى المؤتمر.
- جعلته محافظة الدقهلية شخصية المهرجان الثقافي عامَ 1989م، والذي تعقده كل عام لتكريم أحد أبنائها البارزين، وأعلنت المحافظة عن مسابقة لنيل جوائز تقديرية وتشجيعية، عن حياته وأعماله ودوره في الدعوة الإسلامية محليًا، ودوليًا، ورصدت لها جوائز مالية ضخمة.
- اختارته جائزة دبي الدولية للقرآن الكريم كشخصية العام الإسلامية في دورتها الأولى عام 1418هـ الموافق 1998م.

## معرض صور

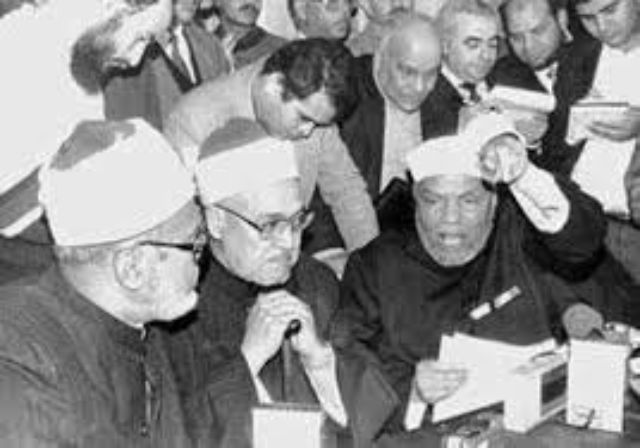
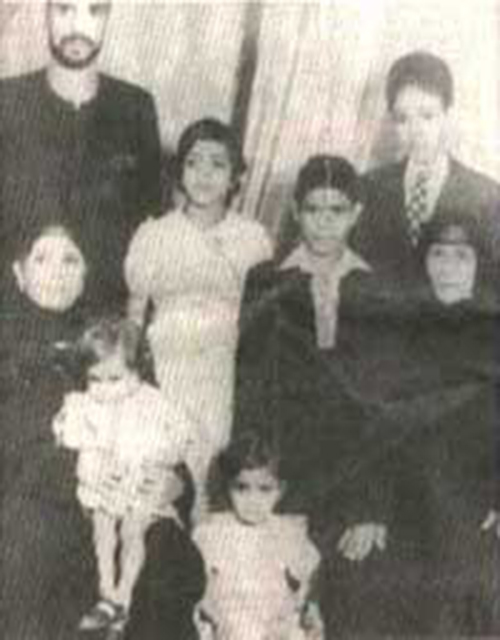
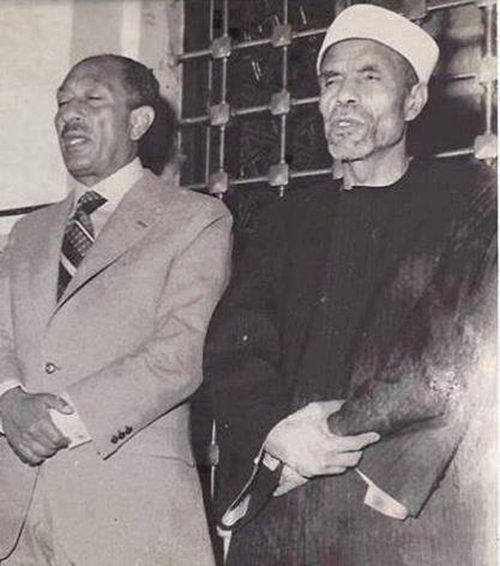
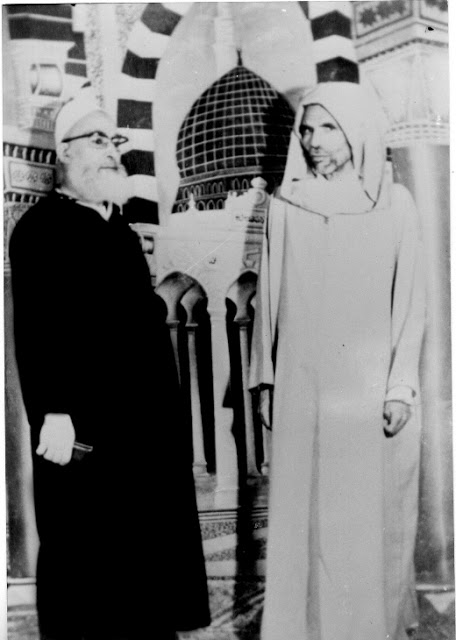
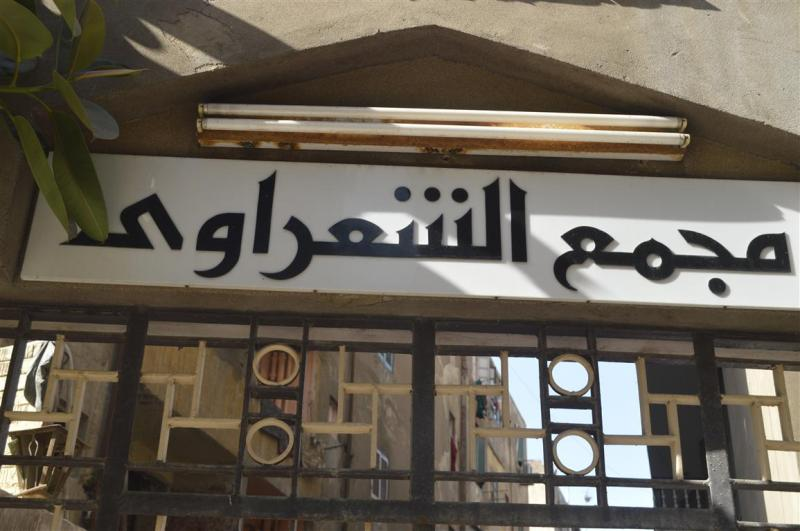
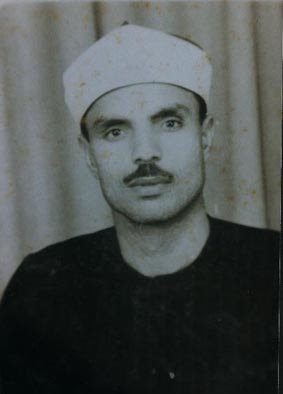
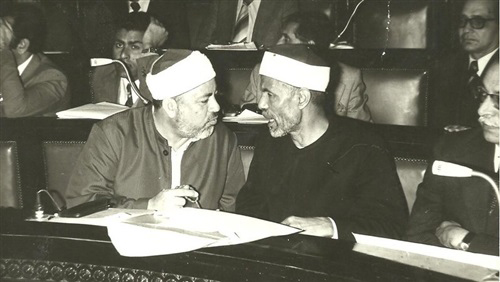
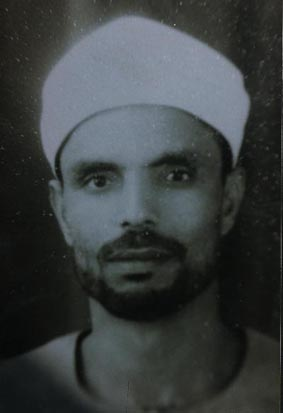

## وصلات خارجية
- محمد متولي الشعراوي على موقع أرشيف الشارخ.
- خواطر الشيخ محمد متولي الشعراوي
- موقع الشيخ محمد متولي الشعراوي
- أرشيف الشيخ محمد متولي الشعراوي
- صفحة الشيخ متولي الشعراوي نسخة محفوظة 22 ديسمبر 2010 على موقع واي باك مشين. على موقع نداء الإيمان
- موقع يحتوي علي الأعمال الكاملة للشعراوي بصيغة mp3
- موقع يحتوي علي الكثير من كتب الشعراوي بصيغة pdf
- في ذكرى وفاة الشعراوي.. ما حقيقة سجوده بعد نكسة يونيو؟